# 曼尼托巴省
马尼托巴省（英语、法语：Manitoba，i/ˌmænɪˈtoʊbə/ MAN-ih-TOH-bə），簡稱曼省或緬省，加拿大一級行政區，草原三省之一（另外两个是亞伯達省和薩克其萬省），也是加拿大人口第五多的省份，据估计约130万人。曼尼托巴省占地649,950平方公里（250,900平方英里），地貌地形种类丰富。 该省东部毗邻为安大略省、西部薩克其萬省，北部努纳武特地區，西北部西北地區，南部美国北達科他州和明尼蘇達州。除了英語之外，雖然在建省初期法語曾一度也是官方語言之一，但此規範已在19世紀末期時廢除。马尼托巴省的標誌是一頭北美野牛（bison），野生水牛曾一度主宰該省境內的草原地帶。如今的曼尼托巴省以農業與畜牧業為主，是加拿大最重要的糧穀倉地帶。
原住民在欧洲殖民者到来之前已经在曼尼托巴省居住了几千年。 直到17世纪末，毛皮贸易商抵达该地区，当时它是鲁珀特地区的一部分，属于1670年建立哈德逊湾公司。1867年，关于建立马尼托巴省的谈判导致了梅蒂人针对加拿大政府的武装起义，一场被称为红河叛乱的冲突。叛乱导致加拿大议会在1870年通过了《曼尼托巴法令》（Manitoba Act），标志着曼尼托巴省正式创建。19世纪末至20世纪初，開始有大批移民到此定居。
曼尼托巴的省会和最大的城市是温尼伯，同時也是省內人口最多的城市，是加拿大第八大人口普查区。 温尼伯市是省政府、马尼托巴立法议会和省法院的所在地。 全省五所大学中有四所和四支专业运动队都在温尼伯。

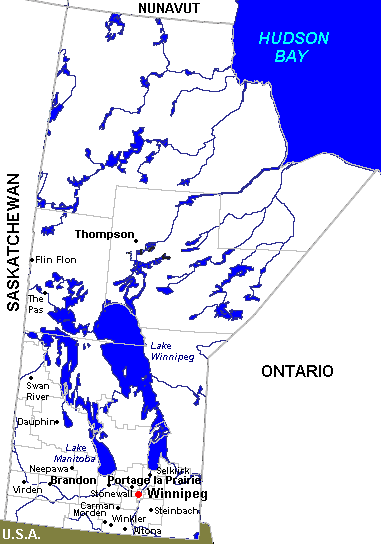
马尼托巴地图

其東北郊的温尼伯湖是加拿大境內第五大湖泊。

## 词源
马尼托巴这个词被学术界认为源于克里语，奥杰布瓦语或阿西尼博因语。克里语词源为manitou-wapow，奥杰布瓦语词源则是manidoobaa，都是“Manitou海峡，伟大精神”的意思。这个地方指的是马尼托巴湖中心现在称为The Narrows（狭地）的地方。 它也可能来自阿西尼伯因语的“大草原湖”。
这个湖被法国探险家称为Lac des Prairies（草原之湖）。 托马斯·斯宾塞建议选择一个指代大湖的南部地区（manitoba）的名字来命名新共和国。梅蒂人领袖Louis Riel也选择了这个名字。在《1870年曼尼托巴法令》中，渥太华政府正式确认该名称。

## 地理
曼尼托巴省该省东部毗邻安大略省、西部接壤萨斯喀彻温省，北部努纳武特地区，西北部西北地区，南部美国北达科他州和明尼苏达州。东北部出海口为哈德逊湾，是唯一一个拥有海岸线的草原省，屬大平原地區一部分。丘吉尔港是加拿大唯一的极地深水港，连接着北美和亚洲之间最短的航线。温尼伯湖是世界第十大淡水湖。哈德逊湾是世界第二大海湾。马尼托巴是大哈德逊湾流域的中心，曾经被称为鲁珀特地。 这是哈德逊湾公司的一个重要贸易区，许多河流和湖泊为利润丰厚的毛皮贸易提供了极好的机会。

### 水文和地形

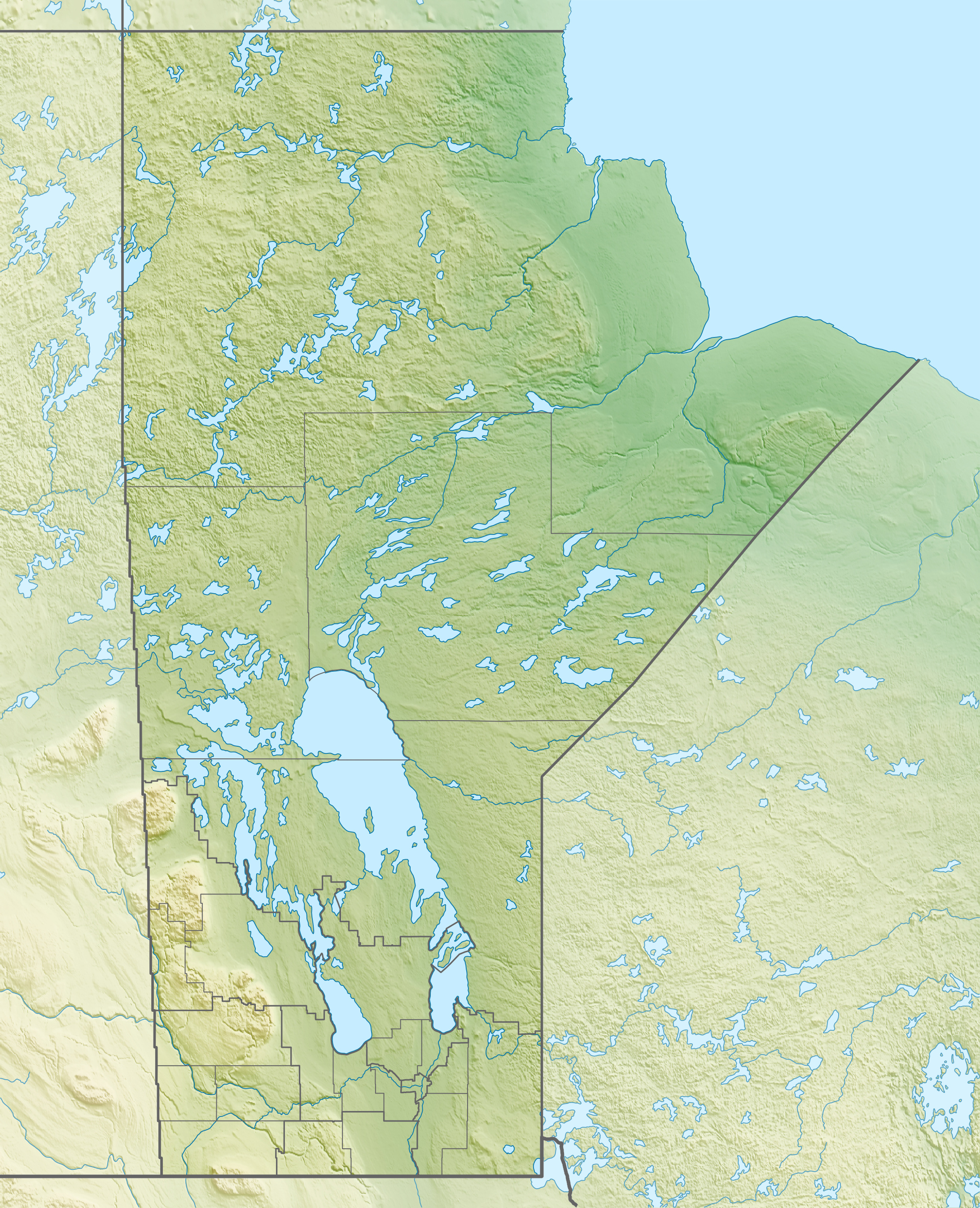
马尼托巴省的地形图

曼尼托巴省有一个海岸线连接哈德逊湾，还有超过11万个湖泊 ，覆盖了约15.6％的地表面积，相当于101,593平方公里（39,225平方英里） 。马尼托巴的主要湖泊是马尼托巴湖，溫尼伯戈西斯湖和温尼伯湖（世界上第十大淡水湖）。温尼伯湖东侧的一些传统土著土地和北方森林曾被提议申请联合国教科文组织世界遗产。
马尼托巴位于哈德逊湾流域盆地的中心，大量的水流入温尼伯湖，然后向北流入纳尔逊河进入哈德逊湾。这个盆地的河流向西直到山脉，向南直到美国，向东则进入安大略省。主要水道包括红河，阿西尼伯因河，纳尔逊河，温尼伯河，海斯河，白贝壳河和丘吉尔河。马尼托巴大部分适宜居住的南部地区由史前的阿加西兹冰川湖的冰川床发展而来。这个地区特别是红河谷有着平坦和肥沃的土地，退化的冰川在全省留下了各种丘陵和岩石地貌。
Baldy mountain是该省最高峰的海拔832米（2,730英尺） ，哈德逊湾的海岸是海拔最低的。 雷丁山，彭比纳山，Sandilands省级森林和加拿大地盾也是该省的高海拔地区。该省北部和东部的大部分面积人口稀少，居住分散，位于加拿大地盾的不规则花岗岩床上，包括白贝壳（whiteshell），Atikaki和Nopiming省级公园。
世界上只有两片区域分布着黑土地，其中一个分布在欧亚大草原，从欧洲东部克罗地亚（斯拉沃尼亚），沿着多瑙河延伸到乌克兰东北部横跨黑土地区和俄罗斯南部进入中国东北平原，另一个位于北美，起源于马尼托巴省的加拿大大草原直到美国大平原南部的堪萨斯城。得天独厚的条件为曼尼托巴省的农业发展提供了条件。规模化的农业只存在于该省的南部地区，虽然在Carrot Valley地区（靠近帕斯The Pas）有谷物种植。 最常见的农业活动是畜牧业（34.6％），其次是各种谷物（19.0％）和油籽（7.9％）。 加拿大约有12％的农田位于马尼托巴。

### 气候

马尼托巴省的柯本气候类型（Köppen climate）

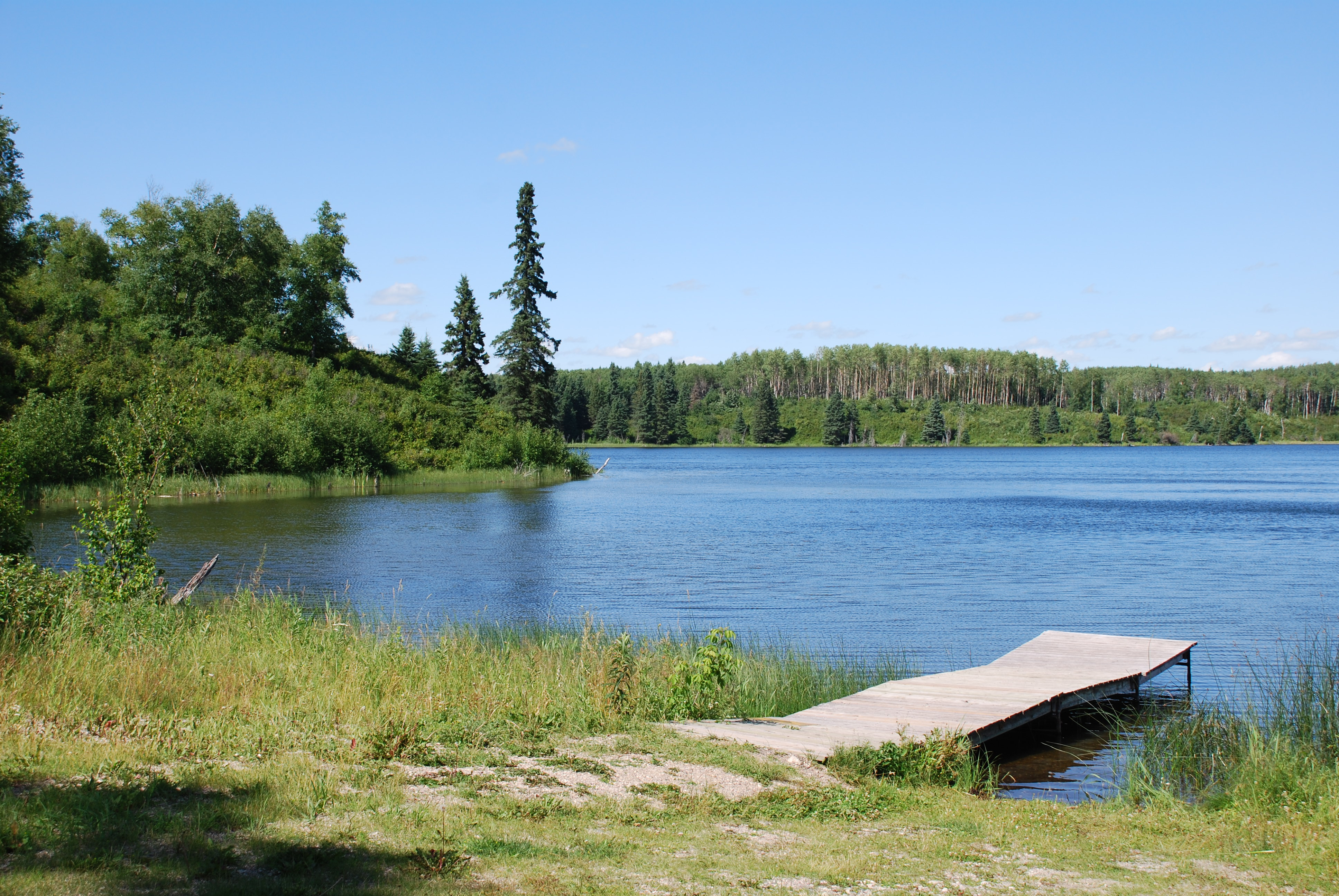
雷丁山国家公园里的深水湖（deep lake）

马尼托巴省有极端大陆性气候。 温度和降水一般从南向北减少，从东向西增加。马尼托巴远离山脉或大型水体，因此没有长期的影响。 由于大致平坦的地貌，它在一月和二月暴露于来自西北的寒冷北极高压空气团。 在夏天，墨西哥湾的暖湿空气向北移动，这时气团就会从美国南部进入曼省。 每年夏天温度可能超过30 °C（86 °F）许多次，潮湿和炎热天气的结合可以使湿热指数值达到45左右。 2007年，曼尼托巴省的卡曼记录到了高达53.0的湿热指数，是为加拿大有记录以来的第二高。 根据加拿大环境部，曼尼托巴拥有加拿大全年最晴朗天空，在夏天和冬天在各省份里排名第二。
马尼托巴南部（包括温尼伯市）属于潮湿的大陆性气候带（柯本气候类型分类：Dfb）。这个区域是草原省最湿润的地区，降水适中。马尼托巴省西南部，虽然与马尼托巴省南部其他地区属于相同的气候分类，但是其更接近帕利斯三角的半干旱区域的内部。 该区域比马尼托巴省南部的其他地区更干燥也更容易发生旱灾。这个地区寒冷多风，在冬天和频繁的暴风雪由于草原景观的开放。夏季则温暖，时长适度，湿度中低，适宜居住。

曼尼托巴南部位于龙卷风走廊的北部，龙卷风经常在此形成。2006年有记录的触地龙卷风达15起。在2007年6月22日和23日，发生了一系列的龙卷风触地事件，最大的一起龙卷风指数为F5的龙卷风破坏了部分Elie小镇（这也是加拿大有记录以来风力最强的龙卷风 ）。
该省北部（包括汤普森市）属于在亚寒带气候带（柯本气候分类为Dfc）。 这个地区具有漫长而极冷的冬天和短暂而温暖缺少降水的夏天。 冬天的平均气温度可低至−40 °C（−40 °F）。
| 人口聚居区         | 地区           | 七月平均 最高气温 | 一月平均 最高气温 | 年降水量         | 植物 耐寒带 |
| ------------------ | -------------- | ----------------- | ----------------- | ---------------- | ----------- |
| Morden             | Pembina Valley | 26 °C（79 °F）    | −10 °C（14 °F）   | 541 mm（21英寸） | 3A          |
| 温尼伯             | 温尼伯中心地区 | 26 °C（79 °F）    | −11 °C（12 °F）   | 521 mm（21英寸） | 2B          |
| Pierson            | Westman        | 27 °C（81 °F）    | −9 °C（16 °F）    | 457 mm（18英寸） | 2B          |
| Dauphin            | Parkland       | 25 °C（77 °F）    | −10 °C（14 °F）   | 482 mm（19英寸） | 2B          |
| Steinbach          | Eastman        | 25 °C（77 °F）    | −11 °C（12 °F）   | 581 mm（23英寸） | 2B          |
| Portage la Prairie | Central Plains | 26 °C（79 °F）    | −9 °C（16 °F）    | 532 mm（21英寸） | 3A          |
| 布兰登             | Westman        | 25 °C（77 °F）    | −11 °C（12 °F）   | 474 mm（19英寸） | 2B          |
| The Pas            | Northern       | 24 °C（75 °F）    | −14 °C（7 °F）    | 450 mm（18英寸） | 2B          |
| 湯普森             | Northern       | 23 °C（73 °F）    | −18 °C（0 °F）    | 474 mm（19英寸） | 2B          |
| 邱吉爾             | Northern       | 18 °C（64 °F）    | −22 °C（−8 °F）   | 453 mm（18英寸） | 0A          |

### 植物种群和动物种群

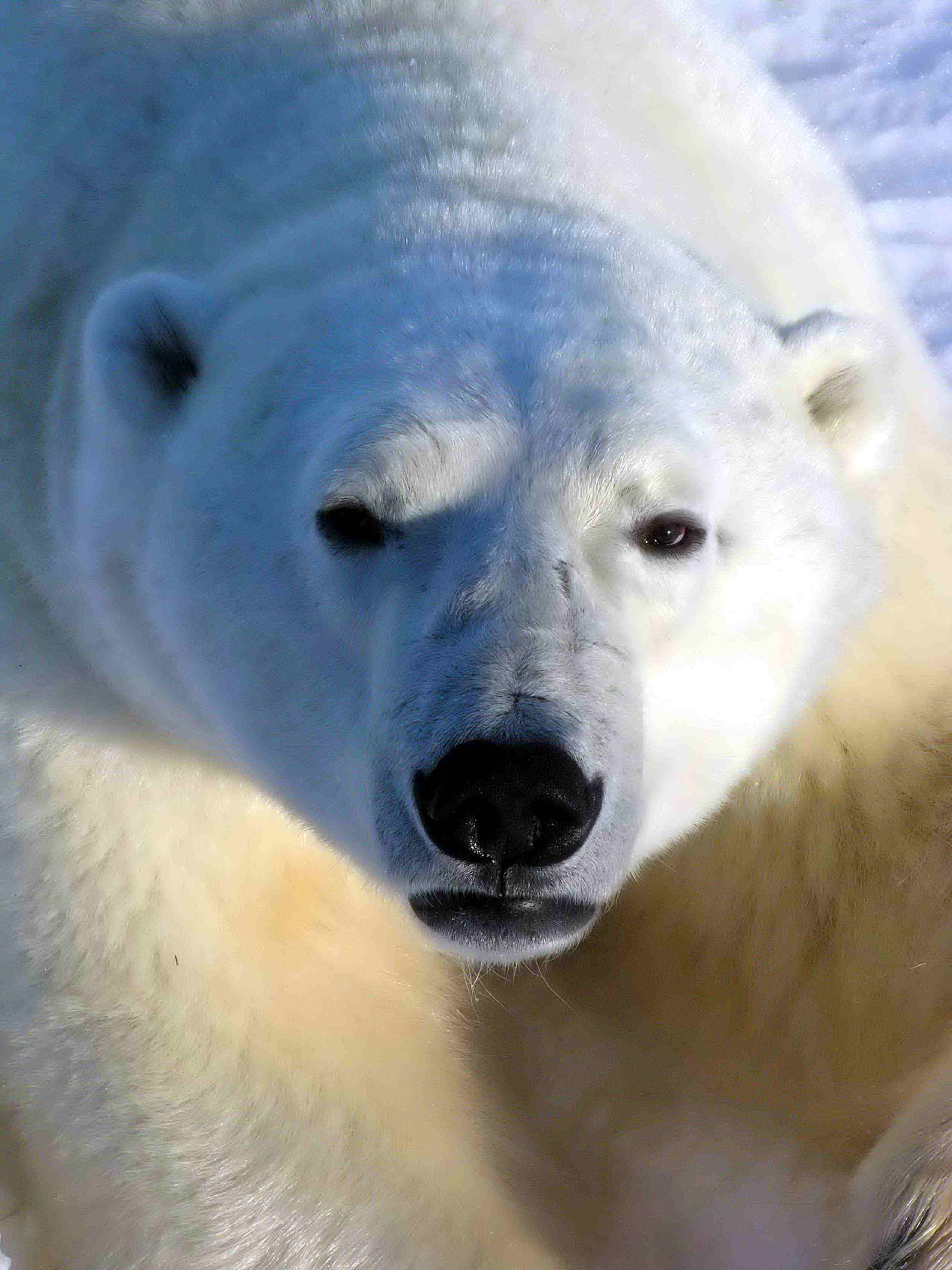
在马尼托巴省北部北极熊很常见

马尼托巴省依据自然可以分为五个生态区：北方平原生态区（boreal plains），草原生态区(prairie)，针叶林地盾生态区（taiga shield），北方地盾生态区（boreal shield）和哈德逊平原生态区（Hudson plains）。 其中的三个——针叶林地盾生态区，北方地盾生态区和哈德森平原生态区中包含了加拿大北方森林的部分，覆盖该省的东部，东南部和北部。
森林覆盖约占全省土地面积的263,000平方（102,000平方英里），约总面积的48％。 树种包括松树（美國赤松，北美短叶松，北美乔松），云杉（白云杉，黑云杉），香脂冷杉，Tamarack（落叶松），杨树（Trembling Aspen，Balsam Poplar），桦树（White Birch，Swamp Birch）和小口袋北美香柏。
该省有两个区域并不由森林为主。 东北角与哈德逊湾接壤的地方在林木线以上，属于苔原。高草草原曾经主导南中部和东南部地区，包括红河谷。西南地区属于混合草原草原。农业活动取代了大部分的自然草原，但草原仍然可以在公园和保护区看到; 值得注意的是西部草原的缘兰花属于濒危物种。
马尼托巴省以北极熊出名， 邱吉爾通常被称为“北极熊的首都”。其他大型动物，包括驼鹿，白尾鹿，黑熊，美洲狮，猞猁和狼都是在全省是常见的，特别是在省级公园和国家公园。 在Narcisse附近有大量的红边袜带蛇。此外。这里还有世界上最大的蛇类聚居地。
马尼托巴的鸟类种类繁多，因其在两个主要迁徙路线上。其中392个确认的物种过境， 287个种在省内筑巢。 其中不乏大灰猫头鹰，省官方鸟和濒危的游隼。
马尼托巴湖中有18种可供钓鱼的鱼种，特别是鳟鱼，狗鱼和似鯡月眼魚及许多小型鱼类。

## 歷史

### 第一民族和欧洲殖民者的定居

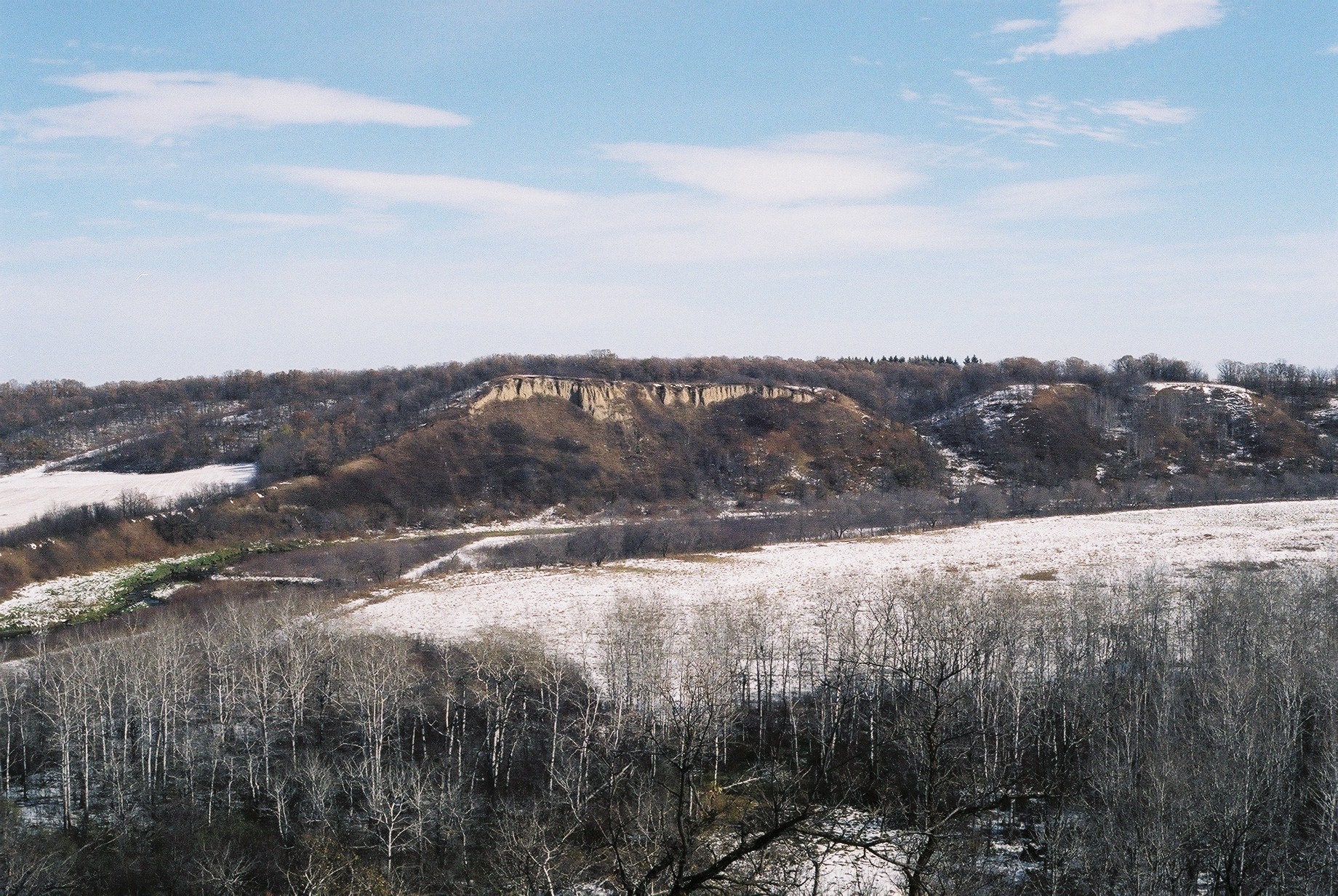
印第安人驱赶美洲野牛到这些断崖附近，逼迫他们摔下悬崖而死，这些断崖在曼尼托巴省的Cartwright小镇附近

一万年前的冰河时期，冰川开始逐渐退化，当时北美洲的原住民就进入了现在的曼尼托巴境内，冰川退化后最先暴露出来的地区是乌龟山地区（Turtle Mountain area） 。欧及布威人,克里人,甸尼族人,苏族人，曼丹人以及阿西尼伯因人在该省先后建立了定居点，还有其他部落的人进入该地区进行贸易。 在马尼托巴北部，人们开采石英矿用以制造箭头。 马尼托巴最初的农业出现在红河沿岸，在与欧洲殖民者接触之前种植玉米和其他农作物。
1611年，亨利·哈德遜到達了哈德遜灣，是最早抵達曼尼托巴省的歐洲人之一，在回程的时候船上发生了两次叛乱，亨利被船员们流放到北美海域，从此下落不明。第一个到达现在中部和南部马尼托巴的欧洲人是托马斯爵士，他在1612年沿着尼尔森河逆流而上去温尼伯湖，尝试对哈德逊进行搜救，但无功而返。当英国贸易船Nonsuch号在1668-1669年期间驶入哈德逊湾，成为第一艘到达该地区的贸易船。 这次航程标志着了哈德逊湾公司的成立，英国政府通过该公司完全控制了整个哈德逊湾流域。 这个流域被命名为鲁珀特地，以纪念鲁珀特王子，他曾大力资助哈德逊湾公司 ，并使该公司在接下来的幾個世紀，都從事著當地的皮毛貿易。1684年,哈德森湾公司原始堡垒建成后克工厂也随之成立，尼尔森堡（建于1682年），后来被竞争对手——法国商人摧毁。
法国军官、探险家皮埃尔·戈尔捷德瓦雷讷为了帮助法国开辟新的贸易区，在1730年代探索了红河谷。随着法国的探险家进入该地区，一家位于蒙特利尔的公司——西北公司，开始与加拿大原住民梅蒂人贸易。 西北公司和哈德逊湾公司都建立了毛皮交易站; 两家公司在马尼托巴南部相互竞争，偶尔还会发生暴力冲突。直到这个两家公司在1821年合并（温尼伯的哈德逊湾公司档案记录了这个时代的历史）。
当时的英国——大不列顛王國于1763年击败法国取得七年战争北美战场的胜利后巩固了固有领土（曼尼托巴），这场从1754年爆发一直持续到1763年的战争在北美也被称为英法北美战争( French and Indian War )。1812年，贵族Selkirk与哈德逊湾公司达成协议，在现在位于温尼伯市中心北部地区建立了第一个农耕区和定居点，这导致了英国殖民者（代表哈德逊湾公司）和混血梅蒂人（代表西北公司）之间的冲突。 包括总督在内的二十名殖民者和一个梅蒂人在1816年在七株橡树之战中丧生。 1867年，托马斯·斯宾塞自封为“马尼托巴共和国”总统，并建立议会。由于未能获得承认，后来转为旨在建立马尼托巴省的议会效力。到1870年，哈德遜灣公司把此領地出售給加拿大政府。1870年5月12日，曼尼托巴省正式成立。但领地只局限於今日曼省南部。一直到1912年5月15日，全省今日的領地規模才正式確立。

### 联邦时代
1869年，鲁珀特地被哈德逊湾公司移交给加拿大，并被纳入西北地区。对梅蒂人的忽视导致梅蒂人的领导人路易·瑞尔在红河叛乱期间建立了一个地方性临时政府。作为回应，时任总理约翰·麦克唐纳在加拿大下议院中提出了“曼尼托巴法案”，该法案被授予王室同意书，曼尼托巴省于1870年作为一个省并入加拿大。 因为叛乱,路易·瑞尔被英国军官Garnet Wolseley追缉，从此流亡。 加拿大政府阻止梅蒂人试图获得的土地。 面对来自安大略省持有种族主义思想的大量白人定居者，很多梅蒂人迁移到了萨斯喀彻温省和阿尔伯塔省。

### 现代

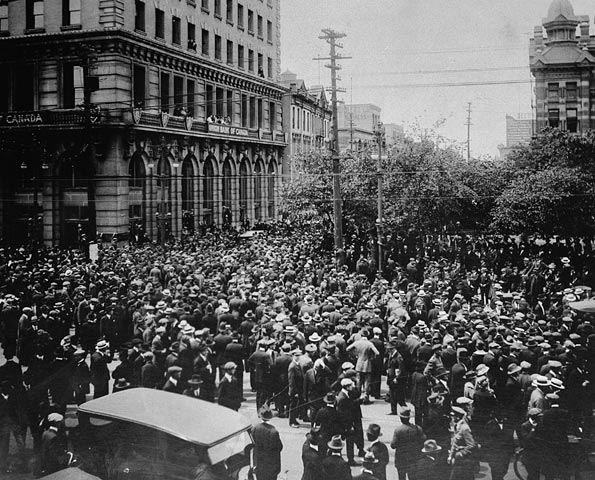
1919年6月21日，温尼伯大罢工期间，聚集在老市政厅外面的人群

1911年开始，温尼伯成为加拿大第三大城市，直到20世纪20年代被温哥华超越。 20世纪初，城市由于涌入大量的外部投资者和移民开始迅速扩张、繁荣。 随着1914年巴拿马运河的开通，20世纪10年代后期的温尼伯人口的增长率开始下降。由于贸易不再依赖大陆铁路运输，以及第一次世界大战爆发导致了移民数量的减少。 超过一万八千名马尼托巴居民在战争的第一年应招入伍; 在战争结束时，14名马尼托巴居民被授予维多利亚十字勋章。
第一次世界大战结束后，农民（因为对过低的小麦价格）和工会成员（因为对过低的工资）的严重不满导致激进主义情绪的激增，加上两极分化和俄罗斯布尔什维克主义的兴起。 最戏剧性的是导致了1919年的温尼伯大罢工。该事件于当年5月15日开始，于1919年6月25日崩溃; 随着工人逐渐返回工作岗位，中央罢工委员会决定结束这一运动。
政府采取暴力措施试图阻止罢工，包括西北皇家骑警对一群抗议者进行骑兵冲锋，造成多人受伤和一人死亡，并且逮捕了罢工运动的领导人。 在此之后，8名领导人被迫接受审判，大多数人因煽动性阴谋，非法组织和煽动诽谤罪被定罪; 其中拥有外国国籍的四人根据“加拿大移民法案”被驱逐出境。
大萧条（1929年至1939年）对加拿大西部的影响尤为严重，包括马尼托巴。世界市场的崩溃以及由于干旱导致了农业生产产量的急剧下降，迫使经济呈现多样化发展，远离了对小麦生产的依赖。 成立于1932年的马尼托巴合作共同联邦是马尼托巴新民主党 (加拿大)的前身。
加拿大在1939年参加第二次世界大战。温尼伯是英国联邦空军培训计划的主要指挥部之一，主要训练战斗机飞行员。在马尼托巴各地都有飞行训练学校。 几个马尼托巴的团部署到了海外，包括帕特里夏公主加拿大轻步兵团。此外，为了为战争筹集资金，胜利贷款运动在1942年组织了“If Day”活动。该活动模拟了纳粹侵略和占领马尼托巴的过程及后果，并最终筹集了超过6,500万加元。

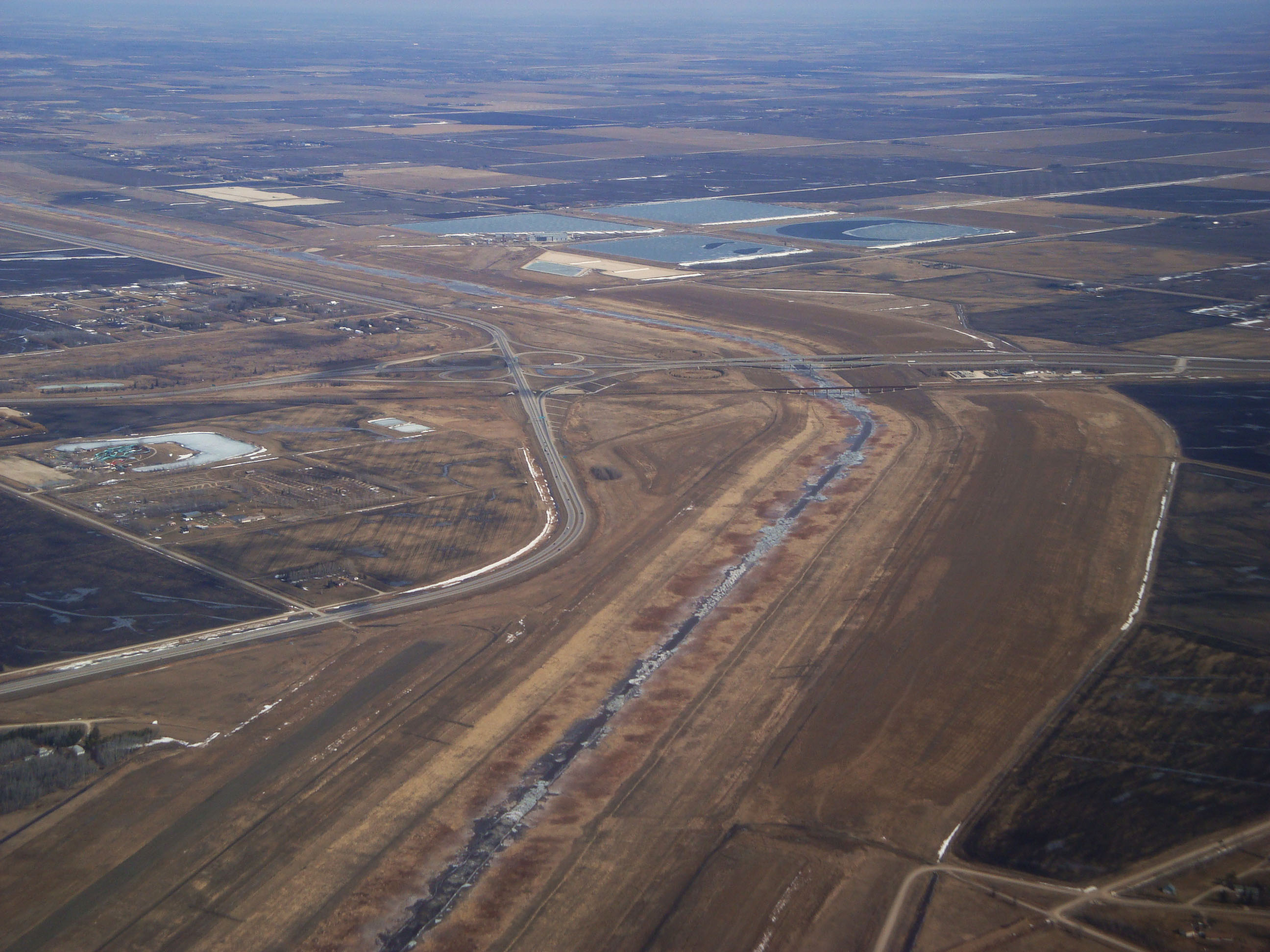
鸟瞰红河泄洪水道

温尼伯在1950年红河洪水期间几乎被淹没，不得不疏散部分居民。那一年，红河水位达到了自1861年以来的最高水平，洪水淹没了红河谷的绝大部分。洪水造成的巨大损失促使时任总理Duff Roblin推动建设红河泄洪水道。 经过了六年的施工，水道于在1968年竣工。在温尼伯南部的八个城镇竖立了永久堤坝，在温尼伯地区建造了粘土土质的堤坝和引水坝。1997年，“世纪洪水”在马尼托巴造成了超过4亿美元的损失，但是泄洪水道阻止了洪水涌入温尼伯市区。
1990年，时任总理Brian Mulroney试图通过Meech湖协议，一系列宪法修正案旨在说服魁北克支持1982年加拿大法案。该法案需要立法机构的一致支持才能绕过公众听证而通过。 该法案遭到了马尼托巴政客Elijah Harper——一名克里人的反对，因为他不认为第一民族已经充分参与了协议的协商，因此协议失败了。
2013年，马尼托巴成为第二个制定无障碍立法法律的省，该法旨在保护残疾人的权利。

## 經濟
马尼托巴由于丰富的自然资源，经济相对强劲。其2008年的国内生产总值（GDP）为508.34亿加元。 同年，该省的经济增长了2.4％，连续三年实现增长。在2009年，经济既没有增加也没有减少。 2006年曼尼托巴的平均个人收入为25,100加元（全国平均为26,500加元），在各省中排名第五。 截至2009年10月，曼尼托巴的失业率为5.8％。
马尼托巴的经济严重依赖农业，旅游，能源，石油，采矿和林业。农业占比最高，虽然北方的Pas也有农业种植，但是主要集中在该省的南半部。马尼托巴省的农田面积占加拿大全国的12%。 在农村地区最常见的农场类型是畜牧业（牛）（34.6％），其次是各种谷物（19.0％）和油籽（7.9％）。
马尼托巴是全国最大的葵花籽和干豆生产省，是马铃薯的主要生产省。 Portage la Prairie是一个重要的马铃薯加工中心，也是McCain Foods和Simplot工厂的所在地，为麦当劳，Wendy's和其他商业连锁店提供炸薯条。Can-Oat Milling公司是世界上最大的燕麦加工商之一，在该市也设立有一个工厂。除此之外，曼尼托巴省還有石油開採和林木業。
马尼托巴最大的雇主是政府和政府资助的机构，包括国有企业、医院和大学等。主要的私营部门雇主是Great-West Life Assurance Company，Cargill Ltd.和James Richardson and Sons Ltd. 马尼托巴也有大型制造业和旅游业。丘吉尔镇的北极野生动物（主要是北极熊）是一个著名的旅游景点;该镇是北极熊和白鲸观察者的世界“首都”。马尼托巴是唯一一个拥有北极深水海港的省份，它与北美，欧洲和亚洲之间有着最短航线（西北水道）。

### 早期经济

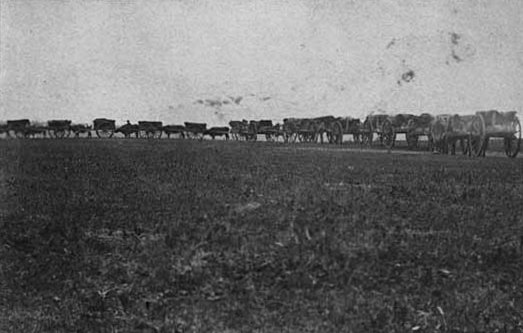
红河连厢列车

马尼托巴的早期经济依赖于游牧和种植。原住民民族（克里人(Cree)，奥吉布瓦人(Ojibwa)，提纳人(Dene)，苏族人(Sioux)和阿西尼伯因人（Assiniboine））跟踪着北美野牛群，并在全省的主要聚集点进行各种贸易。在17世纪第一批欧洲商人到达后，经济变成以海狸毛皮和其他毛皮为中心的贸易。经济的多样化开始于Selkirk公爵在1811年带来第一批农业定居者，哈德逊湾公司（HBC）对其竞争对手的胜利确保了毛皮贸易的垄断地位，农业殖民化虽然如火如荼，但是没有超过皮毛贸易。
HBC对鲁珀特地的控制于1868年结束。马尼托巴在1870年成为加拿大一个省，所有土地成为联邦政府的财产，宅基地被授予农业定居者。 还有大量华工参与建造了连接东西海岸的铁路以方便贸易。马尼托巴的经济一度依赖农业，直到干旱和大萧条导致进经济的进一步多样化。

## 人口
2011年的普查数据显示，曼尼托巴省的人口为1208268人，其中一半以上在温尼伯省会地区， 温尼伯是加拿大第八大人口普查区，人口为730,018人(根据2011年人口普查数据）;虽然该省最初的人口增长动力是欧洲殖民者，但是20世纪主要的增长动力变为城市化。 马尼托巴是加拿大唯一的一个超过55%的人口集中于一个城市的省。自1871年以来人口数量呈现如下变化：
| 年份 | 人口      | 五年内变化(%) | 十年内变化(%) | 在加拿大各省的排名 |
| ---- | --------- | ------------- | ------------- | ------------------ |
| 1871 | 25,228    | 不适用        | 不适用        | 6                  |
| 1881 | 62,260    | 不适用        | 146.8         | 6                  |
| 1891 | 152,506   | 不适用        | 145           | 5                  |
| 1901 | 255,211   | 不适用        | 67.3          | 5                  |
| 1911 | 461,394   | 不适用        | 80.8          | 5                  |
| 1921 | 610,118   | 不适用        | 32.2          | 4                  |
| 1931 | 700,139   | 不适用        | 14.8          | 5                  |
| 1941 | 729,744   | 不适用        | 4.2           | 6                  |
| 1951 | 776,541   | 不适用        | 6.4           | 6                  |
| 1956 | 850,040   | 9.5           | 不适用        | 6                  |
| 1961 | 921,686   | 8.4           | 18.7          | 6                  |
| 1966 | 963,066   | 4.5           | 13.3          | 5                  |
| 1971 | 988,245   | 2.3           | 7.2           | 5                  |
| 1976 | 1,021,505 | 3.4           | 6.1           | 5                  |
| 1981 | 1,026,241 | 0.4           | 3.8           | 5                  |
| 1986 | 1,063,015 | 3.6           | 4.1           | 5                  |
| 1991 | 1,091,942 | 2.7           | 6.4           | 5                  |
| 1996 | 1,113,898 | 2.0           | 4.8           | 5                  |
| 2001 | 1,119,583 | 0.5           | 2.5           | 5                  |
| 2006 | 1,148,401 | 2.6           | 3.1           | 5                  |
| 2011 | 1,208,268 | 5.2           | 7.9           | 5                  |

来源: 加拿大統計局
根据2006年加拿大人口普查的数据，曼尼托巴最大的人口族群为英格兰裔（22.9%），其次分别是德裔（19.1%）、苏格兰裔（18.5%）、乌克兰裔（14.7%）、爱尔兰裔（13.4%）、美洲原住民（10.6%）、波兰裔 (7.3%）、梅蒂人（6.4%）、法裔（5.6%）、荷裔（4.9%）和俄裔（4.0%）。也有近五分之一的受调查者认定自己为“加拿大人”。包括梅蒂人在内的原住民是曼尼托巴人数增速最快的族群，至2001年已达到曼尼托巴人口的13.6%，而当时部分居民地拒绝人口调查员调查其人口数。马尼托巴法裔族群（148,370）和越来越多的原住民人口（192,865，包括梅蒂人）也占有相当的比例。曼尼托巴省的吉姆利小镇居住着冰岛以外最大的冰島人社群。
大多数马尼托巴居民都属于一个基督教派别：在2001年人口普查中，758,760名马尼托巴居民（68.7％）报告自己是基督教，其次是13,040（1.2％）犹太教，5,745（0.5％）佛教，5,485（0.5％）锡克教， 5,095（0.5％）穆斯林，3,840（0.3％）印度教，3,415（0.3％）原住民原始宗教和995（0.1％）徘艮宗教（异教） 201825名马尼托巴居民（18.3％）没有宗教信仰。 其中信徒数量最大的基督教教派是罗马天主教会，有292,970（27％）; 加拿大联合教会有176,820（16％）; 和加拿大圣公会85,890（8％）。

### 都会区
| 排名 | 都会区名稱        | 2016人口 |
| ---- | ----------------- | -------- |
| 1    | 温尼伯 CMA        | 778,489  |
| 2    | 布兰登 CA         | 58,003   |
| 3    | 温克勒 CA         | 30,297   |
| 4    | 施泰因巴赫 CA     | 15,829   |
| 5    | 汤普森 CA         | 13,678   |
| 6    | 波蒂奇拉普雷里 CA | 13,304   |

## 军事基地
加拿大军事基地温尼伯分基地（CFB Winnipeg）是设立在温尼伯国际机场的加拿大军事基地。基地拥有飞行运行支持部门和几所航空培训学校，以及加拿大空军一师和加拿大北美空防司令部（NORAD）地区总部。加拿大军队第17联队驻扎在加拿大军事基地温尼伯分基地;该联队有三个中队和六所训练学校。它支持113个军事单位从桑德贝到萨斯喀彻温省/艾伯塔省边界，从北緯49度線到北极地区。第17联队也作为NORAD部署到加拿大地区的麦道CF-18大黄蜂战斗轰炸机作战基地。
在温尼伯有两个第17联队的中队：
- 402中队（“温尼伯市中队”），装备加拿大德哈维兰飞机制造有限公司（de Havilland Canada）设计制造的庞巴迪Dash 8导航教练机，用来训练加拿大战斗机训练学校的空中格斗飞行员，此外，该中队还参加了机载电子传感器操作员培训计划（该计划参与训练所有加拿大空中作战系统飞行员）。[85]
- 435中队（“欽特”运输和救援中队），装备洛克希德公司的C-130大力神运输机，用于空运搜救。该中队是唯一装备和训练战斗机空中加油的空军中队。[84]

加拿大军队基地希洛分基地（CFB Shilo）是位于布兰登东35公里（22英里）的加拿大军队的作战和训练基地。1990年代，加拿大军队基地希洛分基地被指定为地区预备役，在军事和民事紧急情况下，作为马尼托巴西南部的作战基地。 CFB Shilo是加拿大皇家马拉火炮部队第一团、加拿大第一机械化旅团下辖全部两个营和加拿大炮兵皇家军团的驻地。帕特里夏公主加拿大轻步兵团（2 PPCLI）的第二营，原先驻扎在温尼伯（最初驻扎在Fort Osborne，后换防Kapyong军营），自2004年以来一直在希洛分基地驻防。希洛分基地还有一个培训作战单位，作为加拿大第三师的培训中心。它作为加拿大第三师提供训练基地，还和3个CDSG信号中队共享服务单位。此外还有11个军队健康服务中心，1个牙科单位，1个军警团和一个综合人员支持中心。基地目前有1700名士兵。

## 政府和政策

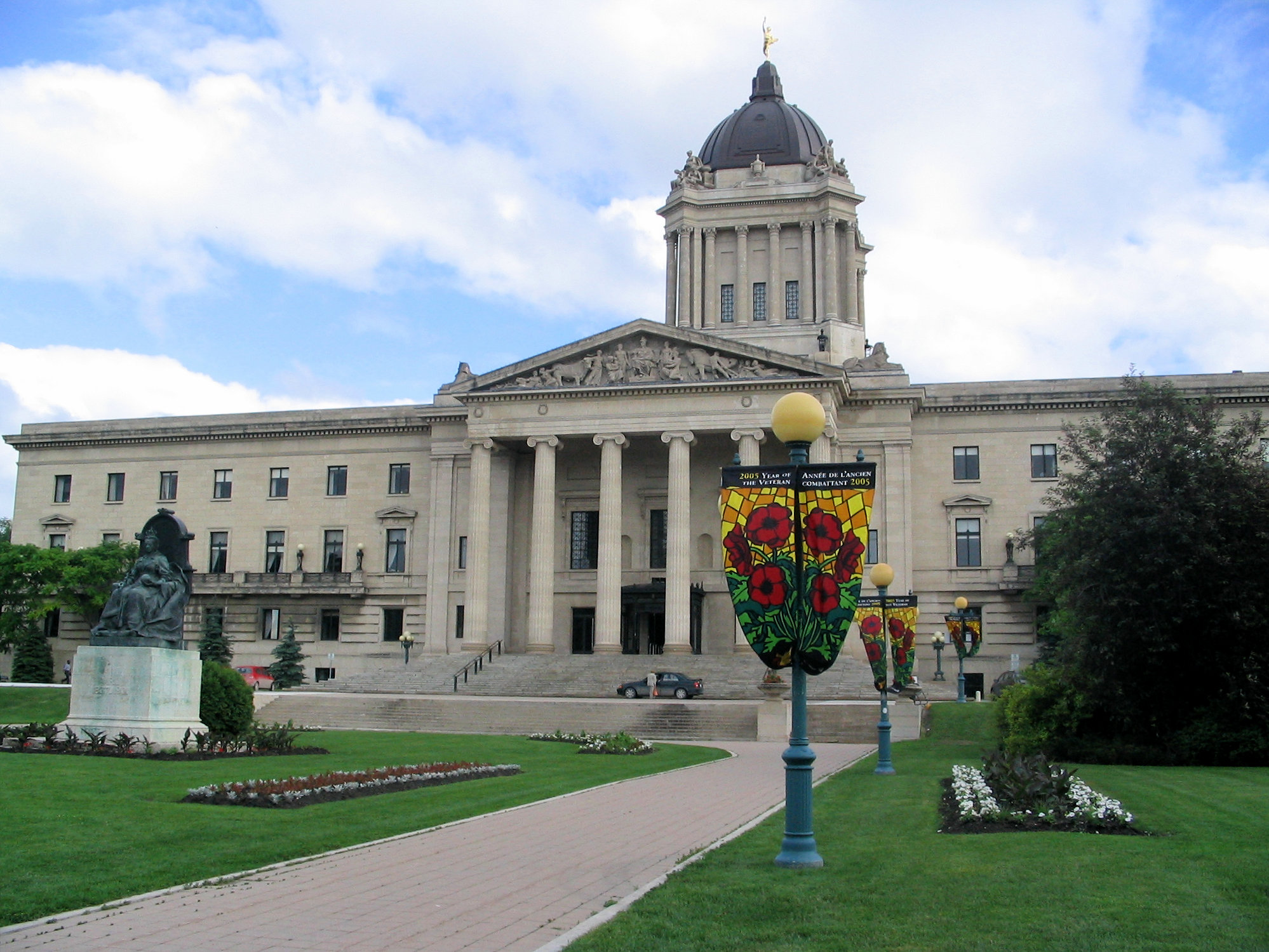
曼尼托巴立法大楼，马尼托巴立法会会议地点

1869年，鲁珀特地的控制权从英国移交到加拿大政府后，马尼托巴作为加拿大西北地区第一个独立出来的省份获得了完全的自治权和自主权。 1870年7月14日，马尼托巴立法议会成立。1878年至1883年间，最初的政党陆续成立，并逐渐形成两党制（自由党和保守党）。 1922年，马尼托巴农民合作社（进步党）成立。1932年，合作社与自由党合并。 其他政党，包括合作联盟联邦（CCF）在大萧条期间出现；在1950年代，马尼托巴政治成为三党制，自由党逐渐下台。 CCF后来更名为曼尼托巴新民主党（NDP），并于1969年上台执政。 从那时起，保守党和民主党一直是主要政党。

### 官方语言
根据1870年“马尼托巴法案”（加拿大宪法的一部分）第二十三条，英语和法语是马尼托巴立法机关和法院的官方语言。1890年4月，马尼托巴立法机构企图废除法语的官方地位，不再发表双语立法。然而，1985年，加拿大最高法院裁定“马尼托巴语言权力参考”第二十三条仍然适用，而仅用英文出版的立法是无效的（仅英语立法被宣布暂时有效，以便留出时间给法语翻译。）
虽然法语是立法、立法机关和法院的官方语言，但马尼托巴法案并不要求它是行政部门的官方语言（除执行立法或司法职务之外）。 因此，马尼托巴的政府并不完全是双语的。
1999年“马尼托巴法语服务政策”旨在提供两种官方语言的相当水平的省政府服务。  根据2006年人口普查，马尼托巴人口中82.8％的人口只会英文，3.2％的人只会法语，15.1％的人会讲两种语言，而剩下0.9％的人则两者都不会。
2010年，马尼托巴省政府通过了“土著语言认可法”，该法令正式承认了：克里语、达科他语、奇佩维安语、东加拿大因纽特语、米契语、奥杰布瓦语和欧杰克里语等7种土著语言。

## 教育
马尼托巴的第一所学校成立于1818年，位置在今天的温尼伯，由罗马天主教传教士设立；第一个新教学校成立于1820年。 1871年建立了省教育委员会；代表天主教学校和新教学校负责公立学校和教学大纲。马尼托巴的教育问题在于支持法语天主教学校的资金大部分被撤回，多数资金用于支持使用英语的新教学校。 1916年颁布了立法，规定为7至14岁的儿童必须接受义务教育，1962年义务教育年限提高到16岁。
马尼托巴的公立学校分布在三十七个学区，受省教育厅的监管（除了曼尼托巴原住民学校之外，由联邦政府管理）。公立学校使用法语或英语的教学大纲。马尼托巴有六十五所受资助的独立学校，包括三所寄宿学校。 这些学校必须遵循马尼托巴省的教学大纲，并达到马尼托巴省的其他要求。其他四十四所非资助的独立学校，则不需要达到这些标准。
马尼托巴有五所大学，由高等教育厅监管。 这些大学中有四所位于温尼伯：
- 马尼托巴大学，规模最大，学科最全面；
- 温尼伯大学，一所文理学院，主要集中在市中心的本科学习；
- 圣波尼法斯大学，该省唯一的法语大学；
- 加拿大门诺大学，一个以宗教为基础的机构。
- 圣博尼法斯(Université de Saint-Boniface)大学，成立于1818年，现隶属于马尼托巴大学，是加拿大西部最古老的大学。
- 布兰登大学，成立于1899年，位于布兰登，是省内唯一不在温尼伯的大学。[101]

马尼托巴有三十八个公共图书馆，其中十二个有法语藏书，还有八个有其他语言的重要藏书。其中二十一个属于温尼伯公共图书馆系统的一部分。马尼托巴省的第一家图书馆成立于1848年。

## 交通
运输和仓储为马尼托巴的GDP贡献约2200亿加元。该行业的就业总人数估计为34,500人，约占马尼托巴人口的5％。 卡车运输在马尼托巴省承担了95％的陆路运输，卡车运输公司参与的贸易占到马尼托巴对美国的商品贸易的80％。加拿大二十五个最大的卡车租赁公司中有五个把总部设在马尼托巴。马尼托巴省约有13亿的GDP直接或间接来自卡车运输
加拿大灰狗巴士和其旗下的灰鹅巴士提供从温尼伯汽车总站出发的国内公共汽车服务。 该汽车站于2009年从温尼伯市中心搬迁到机场附近，作为一个灰狗巴士枢纽。市政府还经营管理当地公交系统。
马尼托巴有两条一级铁路：加拿大国家铁路（CN）和加拿大太平洋铁路（CPR）。 温尼伯位于两条主干线的中心，并且城市中运营有大型联运枢纽。 CN和CPR两公司在马尼托巴共运营有2,439公里（1,516英里）的铁路。 Via Rail酒店立足于温尼伯联合车站，为横跨北美大陆和去往北马尼托巴的乘客提供服务。 曼尼托巴境内也运营许多小型短途的铁路线路，包括哈德逊湾铁路，南马尼托巴铁路，伯灵顿北圣飞马尼托巴，大温尼伯水域铁路和马尼托巴中央铁路。综上所有，该省运营的短途线路有大约1,775公里（1,103英里）。

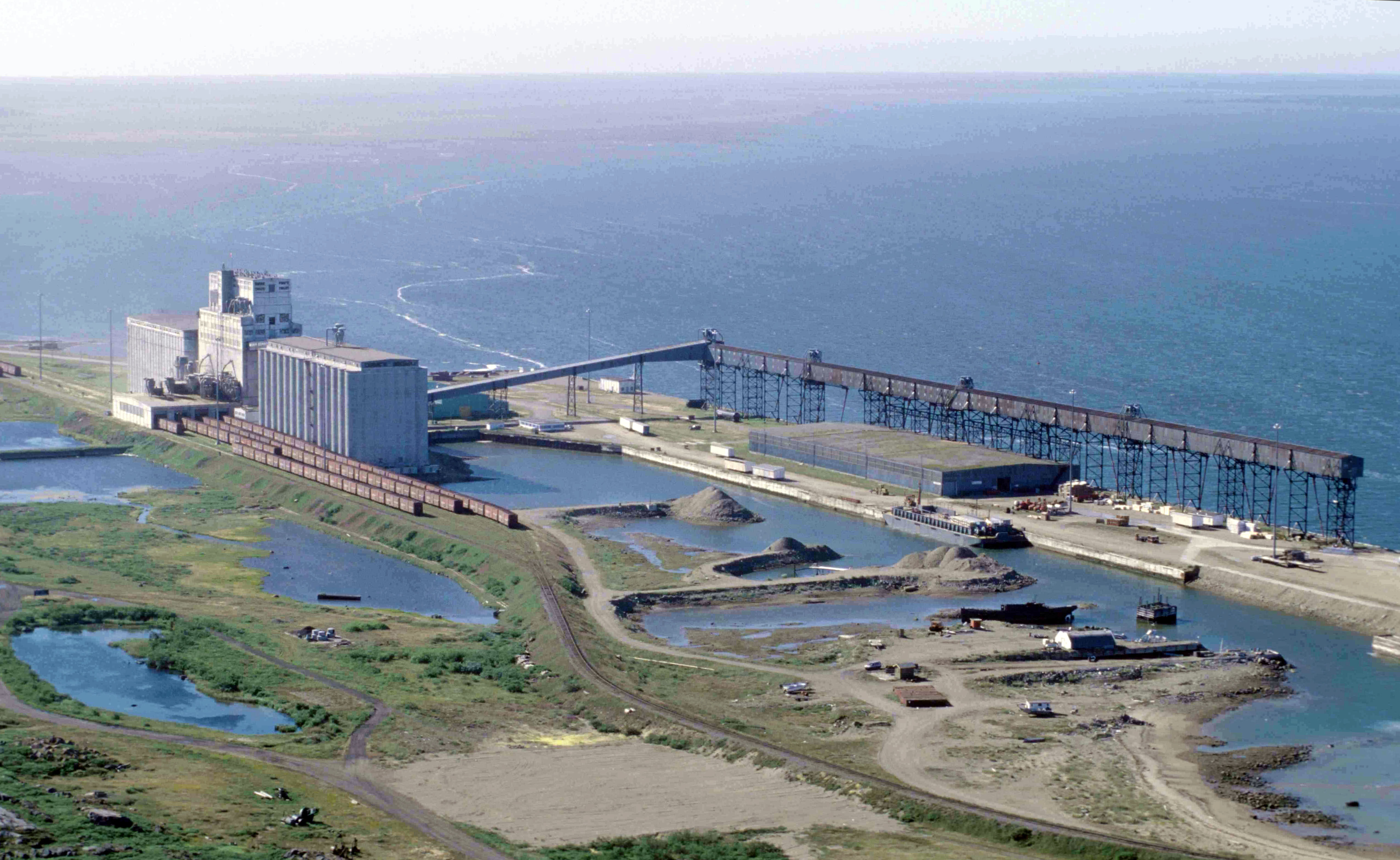
丘吉尔港

温尼伯詹姆斯·阿姆斯特朗·理查森国际机场是马尼托巴最大的机场，是加拿大仅有的几个24小时运营的机场之一，属于国家机场系统的一部分。一个新的、更大的航站楼于2011年10月开放。该机场每年处理大约195,000吨（430,000,000磅）的货物，使其成为该国第三大货运机场。
11个地区客运航空公司和9个小型和包机航空公司在机场运营，此外还有11个航空货运公司和7个货运代理。温尼伯还是联邦快递和Purolator快递公司的大型分拣中心，每天也会从UPS公司接收跨境服务。加拿大航空货运和Cargojet航空公司使用该机场作为国际货运的主要枢纽。
丘吉尔港由OmniTRAX公司拥有并运营，是加拿大唯一的北极深水港。从丘吉尔港航行到北欧和俄罗斯的港口比去加拿大的任何其他港口都近。它有四个深海泊位用于装卸粮食，一般货物和停靠油轮。 港口由哈德逊湾铁路（也在OmniTRAX公司旗下）提供服务。谷物在2004年的航运季节占了港口的交通量的90％的比重。 在那一年，通过港口出口了600,000公噸（1.3×109磅）的农产品。

## 文化

### 艺术
马尼托巴的文化受到加拿大传统（原住民和梅蒂人）和现代艺术价值的影响，移民人口和邻国美国的文化也有贡献。曼尼托巴文化、遗产、旅游和体育厅（Minister of Culture, Heritage, Tourism and Sport）负责促进和在某种程度上为马尼托巴的文化发展提供资金。 马尼托巴是红河Jig舞的发源地，该舞蹈是原住民 pow-wows 舞蹈和欧洲reels舞蹈的组合，在早期定居者中广受欢迎。马尼托巴的传统音乐在梅蒂斯和原住民文化方面有很强的根源，特别是梅蒂斯的（old-time fiddling）。马尼托巴的文化表演也融入了古典欧洲传统。温尼伯皇家温尼伯芭蕾舞团（Royal Winnipeg Ballet）是加拿大最古老的芭蕾舞团，也是北美最长的连续经营的芭蕾舞团。于1953年伊利沙伯二世女王时期获得皇室称号。 温尼伯交响乐团（ Winnipeg Symphony Orchestra ）在百年音乐厅（Centennial Concert Hall）演奏古典音乐和新作品。 马尼托巴歌剧团成立于1969年，也在百年音乐厅演出。

### 体育
曼尼托巴有五个专业运动队：温尼伯勇士队 （加拿大足球超级联赛）， 温尼伯蓝色轰炸机（加拿大加式足球聯盟），温尼伯喷气机（国家冰球联盟），马尼托巴驼鹿队（美式曲棍球联赛）和温尼伯Goldeyes队（美国独立职业棒球协会）。该省曾经有另一个名叫温尼伯喷气机的队伍，在1972年至1996年间在世界曲棍球协会和国家曲棍球联赛中打球，当时财政困难促使球队的出售和转移，更名为亚利桑那土狼。 第二个使用"温尼伯喷气机"名字的队伍是在True North Sports＆Entertainment购买了亚特兰大鸫鸟队之后更名而成的，并在2011年冰球联赛季将球队及时送到温尼伯。马尼托巴有一个主力青年冰球队，西部曲棍球联盟的布兰登小麦王（Brandon Wheat Kings）和一个青年足球队----加拿大少年足球联盟的温尼伯来复枪队（Winnipeg Rifles ）。
马尼托巴大学校队----曼尼托巴野牛队(Manitoba Bisons)、温尼伯大学校队----温尼伯维斯曼队(Winnipeg Wesmen)和布兰登大学----山猫队（Bobcats）代表曼尼托巴省参加体育比赛。所有三支球队都在加拿大西部大学体育协会（加拿大国际体育运动区域分会）中竞争。
冰壶是该省的一项重要的冬季运动，马尼托巴省培养的全国男子冠军比任何其他省份都多，而培养的全国女子冠军则占前三。在这些人中有也有多项世界冠军。该省还举办了MCA Bonspiel----世界上最大冰壶锦标赛。 该省定期主办冰壶大满贯赛事，作为该项运动中最大的现金奖项活动，如年度马尼托巴彩票女子冰壶经典赛以及其他旋转赛事。
虽然不像曲棍球和冰壶那么突出，但长道速滑也是马尼托巴省著名的冬季运动。该省已经培养出了一些世界上最好的女子速度滑冰运动员，其中包括苏珊·奥赫（Susan Auch）和全国顶级的奥运奖牌得主辛迪·克拉森和克拉拉·休斯。

## 延伸閱讀
- Donnelly, MS. The Government of Manitoba. University of Toronto Press; 1963.
- Hanlon, Christine; Edie, Barbara; Pendgracs, Doreen. Manitoba Book of Everything. MacIntyre Purcell Publishing Inc.; 2008. ISBN 978-0-9784784-5-2.
- Whitcomb, Ed. A Short History of Manitoba. Canada's Wings; 1982. ISBN 978-0-920002-15-5.